# La sposa venduta (film)
La sposa venduta (Die verkaufte Braut) è un film del 1932 diretto da Max Ophüls. Trasposizione cinematografica dell'omonima opera lirica di Bedřich Smetana.

## Produzione
Il film fu prodotto dall'ASUM, Bavaria Film, Reichsliga-Film. Venne girato - da 16 maggio 1932 al giugno 1932 - in esterni nei dintorni di Monaco, in interni nei Bavaria Filmstudios a Geiselgasteig di Grünwald.

## Distribuzione
Venne presentato in prima a Monaco di Baviera al Phoebus Filmpalast e al Gloria Filmpalast il 16 agosto 1932, distribuito dalla Heros-Film (Berlin)